# الشياح
منطقة الشياح هي منطقة تقع جنوب مدينة بيروت في محافظة بيروت في لبنان.